# Moita Bonita
Moita Bonita is een gemeente in de Braziliaanse deelstaat Sergipe. De gemeente telt 11.269 inwoners (schatting 2009).